# Tauriphila
Genre
Tauriphila est un genre d'insectes de la famille des Libellulidae appartenant au sous-ordre des anisoptères dans l'ordre des odonates. Il comprend cinq espèces.

## Espèces du genre
- Tauriphila argo (Hagen, 1869)
- Tauriphila australis (Hagen, 1867)
- Tauriphila azteca Calvert, 1906
- Tauriphila risi Martin, 1896
- Tauriphila xiphea Ris, 1913